# Georg Adolphe Erman
Pour les articles homonymes, voir Erman.
Georg Adolphe Erman, né à Berlin le 12 mai 1806 et mort dans la même ville le 12 juillet 1877, est un physicien allemand, père de Johann Peter Adolf Erman.

## Biographie
Professeur à l'université de Berlin, il effectue à ses propres frais un tour du monde pour faire des observations de magnétisme (1828-1830). Il publie à son retour une relation de voyage qui obtient un des grands prix de la Société de géographie de Paris.
Directeur des Archives de l'exploitation scientifique de la Russie (1841-1867) (Archiv für wissenschaftliche Kunde von Russland, 25 vol.), il publie une grande partie de ses travaux dans les Annales de Poggendorff et dans les Nouvelles astronomiques de Schumacher.

## Œuvres
- Reise um die Erde durch Nordasien und die beiden Oceane. Historische Abteilung, première partie en 3 vol : histoire (1833-1838) ; deuxième partie en 2 vol et un atlas : sciences (1835-1841).
- Die Grundlagen der Gaußischen Theorie und die Erscheinungen des Erdmagnetismus im Jahr 1829, Berlin, 1874.